# Faits économiques et sociaux au XIVe siècle

Chronologie de l'économie
XIIIe siècle - XIVe siècle - XVe siècle
Années 1300
- Années 1310
- Années 1320
- Années 1330
- Années 1340
Années 1350
- Années 1360
- Années 1370
- Années 1380
- Années 1390

## Événements
- 1331-1393 : propagation de la peste en Chine. Un tiers de sa population est décimé. Elle est réduite de 125 millions à 90 millions d’habitants. La maladie se propage en Asie centrale (1338) par les voies commerciales vers les rives de la mer Noire (1346)[1].

- 1362-1389 : instauration du système des timars dans l’Empire ottoman sous le règne de Murat Ier[2], étendu aux nouvelles conquêtes sous Bayazid Ier Yildirim (1389-1402)[3]. Les terres de la conquête, qui sont dans leur majorité propriété de l’État (erz-i-mirie), sont redistribuées sous forme de concession, les timars : 90 % d’entre eux sont des timars d’épée attribués à des cavaliers (sipahis), le reste des timars d’office qui entretiennent les fonctionnaires civils ou religieux (kadis, évêques, etc.). Les terres ne sont pas pour autant confisquées à leurs anciens propriétaires : s’ils sont fidèles, les anciens détenteurs de bashtina ou de pronoia peuvent devenir timariotes sans même se convertir à l’Islam[4].

### Europe
- 1296-1300[5] : sous Venceslas II de Bohême, la Monnaie royale de Prague commence à frapper le denier d’argent (groš), utilisé pour le commerce extérieur. Une monnaie de cuivre de bon aloi sert pour les opérations courantes[6]. L’économie monétaire se développe. Les paysans cessent de payer leurs redevances en nature pour s’acquitter d’une redevance en argent. Certains nobles et l’Église, avec ses biens considérables, s’enrichissent. Le commerce se développe pour importer des draps des Flandres et exporter du blé vers l’Autriche et la Bavière[7].
- 1301-1382 : en Hongrie, les Anjou, Carobert (1301–1342) et son fils Louis (1342–1382), restaurent une grosse partie de la propriété domaniale dilapidée ou raflée par les magnats brigands. Ils récupèrent quelque 150 places fortes, soit la moitié de l’ensemble, et environ 20 % des terres. L’exploitation des mines d’or du Nord et de Transylvanie complète les revenus royaux, pour atteindre au milieu du siècle une production représentant les trois quarts de l’or extrait en Europe. Entre 1323 et 1342, le renforcement du pouvoir royal en Hongrie permet la stabilité monétaire (pas moins de 35 monnaies en circulation avant les réformes), la sécurité des routes, et l’institution d’un système d’impôts par porte. Florin de Charles Robert de Hongrie.

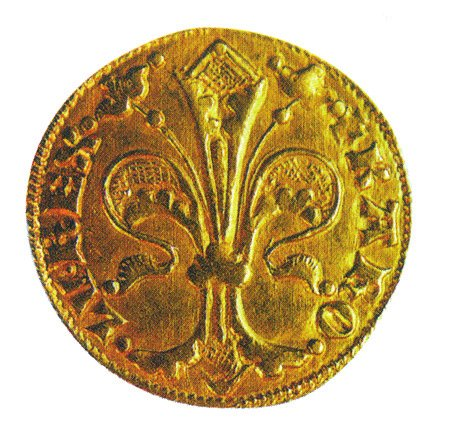
Florin de Charles Robert de Hongrie.

Le roi de Hongrie Carobert dispose annuellement vers 1320 de 15 000 kg d’équivalent argent de revenus. Il améliore par la suite ses finances grâce à des dispositions énergiques : il lance à partir de 1323 des réformes monétaires et fiscales ; une monnaie d'or, le florin hongrois, est frappée à partir de 1325, des deniers d'argent après 1329 ; la réforme de la réglementation de l’extraction minière en 1327 stimule la découverte de nouvelles mines d’or en Slovaquie. Les mines d’or, d’argent, de cuivre et de fer dans la région des Tatras (Slovaquie) connaissent un important développement pendant la dynastie d’Anjou. Le roi de Hongrie en a le monopole par l’intermédiaire de la Chambre royale minière de Kremnitz (Kremnica), où des florins d’or et des ducats sont frappés à partir de 1328. Cette production se maintient jusqu’en 1918. Les villes comme Kaschau (Košice) ou Tyrnau (Trnava) reçoivent d’importants privilèges et sont administrées par un patriarcat allemand dominant les artisans slovaques. 

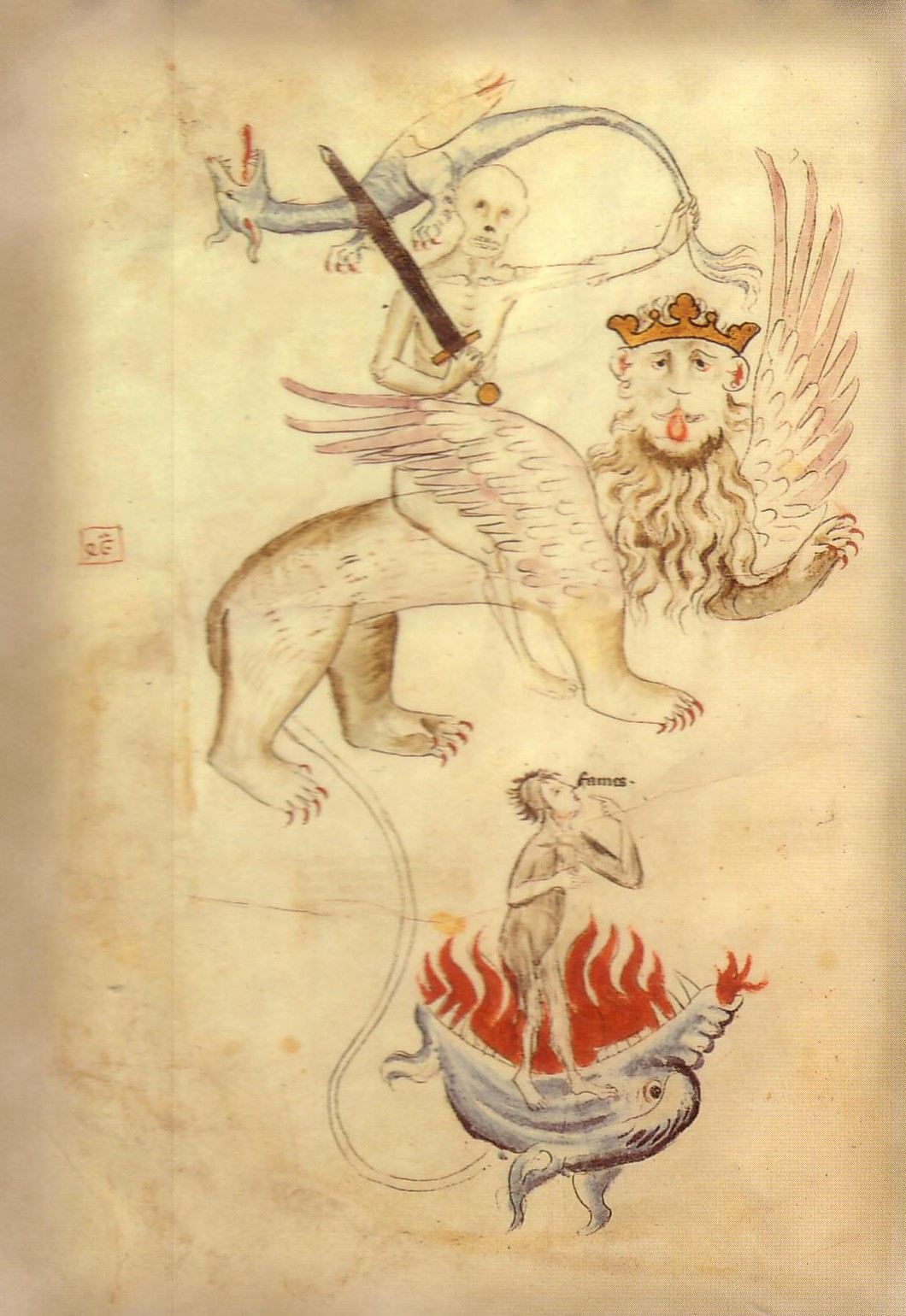
L'Apocalypse dans la Biblia pauperum enluminée à Erfurt, à l'époque de la Grande famine de 1315-1317. La mort chevauche un lion dont la longue queue se termine par une boule de feu (l'Enfer). La Famine ("Fames") montre sa bouche affamée.

- 1312-1320 : nombreuses inondations en France de 1312 à 1317. Années exceptionnellement humides en Allemagne du Sud (1312-1319) et en Angleterre du Sud (1313-1320)[11]. Disettes et famine en Europe entre 1315 et 1316[1]. Début de la décrue démographique, rétrécissement de l'espace cultivé et recul de l'activité industrielle[12].

- 1325 : Naples compte environ 60 000 habitants[13]. Sous Robert d’Anjou, le royaume semble stable et prospère, et son unité repose sur l’organisation féodale. En réalité, moins peuplé, doté de petites villes, il est très pauvre. L’exportation de denrées dans le Sud de l’Italie est assurée par des marchands étrangers qui ne laissent sur place presque rien des bénéfices réalisés. Les seigneurs prennent leur part sur les transactions, et la paysannerie vit dans une grande pauvreté. La crise économique du XIVe siècle frappe de plein fouet le pays déjà affaibli[14]. Des régions entières seront désertées, et dans certaines parties de la Sicile, 50 % des villages disparaissent[15].
- 1340-1375 : règne de Valdemar Atterdag, roi de Danemark. Il rétablit l'autorité royale, tente d'unifier la Scandinavie et de faire plier la Hanse[16]. La société rurale au Danemark est alors très hiérarchisée. Des seigneurs habitent leurs manoirs (sœdegård), administrent leurs biens mais ne les cultivent pas. Au sommet de la pyramide, on trouve des paysans-propriétaires indépendants (selveire). Ensuite viennent les « intendants » (brydere), assez riches, qui donnent un tiers de la récolte au seigneur propriétaire, gardent un tiers pour eux et un tiers pour les futures semences. Les landboer (colons) doivent au propriétaire une redevance fixe, le landsgilde. Au-dessous d’eux existe un prolétariat rural, les gårdssœderne, sortes de journaliers qui cultivent un lopin concédé par le seigneur contre une redevance en nature.

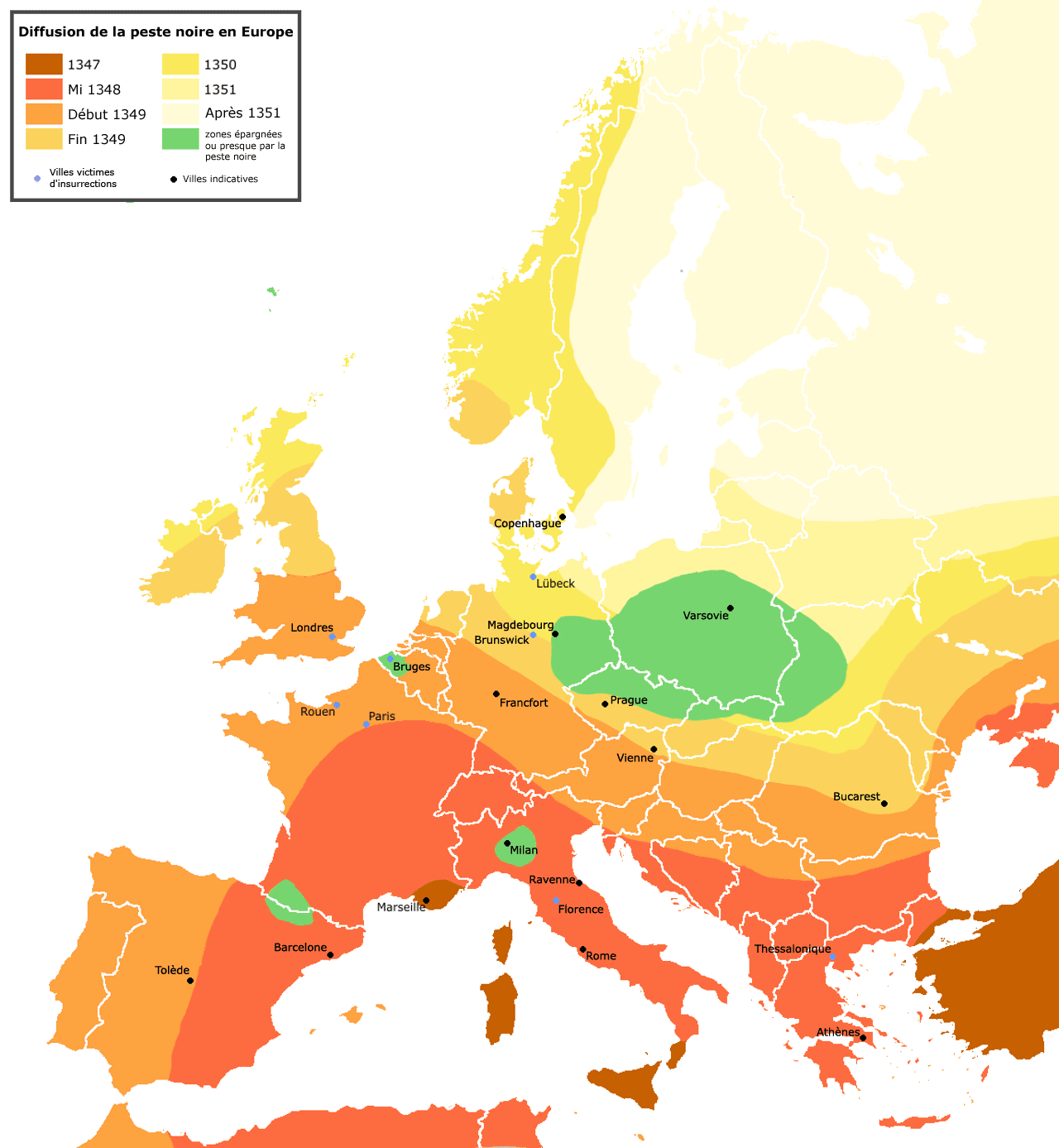
Propagation de la peste noire en Europe.

- 1347-1352 : la Peste noire tue de 25 à 50 % des Européens en cinq ans faisant environ vingt-cinq millions de victimes[1].
  - la Peste noire provoque une grande crise dans le monde paysan scandinave. La main-d’œuvre se fait rare, des terres retombent en friche et des fermes sont désertées. La Suède est dépeuplée au profit de la colonisation de la Finlande. Les revenus fonciers s’effondrent, à la suite de la baisse du taux des redevances et à la hausse des salaires. Des paysans danois, propriétaires indépendants ruinés, se placent dans certaines provinces sous l’autorité d’un seigneur ou d’un monastère proche.
  - après la peste et les révoltes nobiliaires en Crète, Venise prend des mesures pour faire face à la dépopulation : interdiction aux paysans crétois de quitter l'île et amnistie des fugitifs qui y reviennent, octroi de la nationalité vénitienne aux étrangers non juifs qui s'installent en Messénie vénitienne (Coron et Modon), en Eubée et en Crète (1353), accueil de 2000 Arméniens chassés par l'avancée des Ottomans (1363) et de 4000 Grecs originaires de Ténédos (1368)[17].

- Vers 1350 : début de la régression du vignoble français, due à la chute de la démographie, à l’augmentation du coût de la main-d’œuvre et à la guerre, qui se généralise dans les années 1370-1380[18].

- 1350-1388[21] : en Aragon et en Catalogne, les paysans refusent de se soumettre aux malos usos imposés par les seigneurs et réclament la confirmation de leurs remensas (franchises)[22]. La bourgeoisie barcelonaise et la noblesse se coalisent pour réprimer le mouvement dans les années 1410-1420.
- 1350-1380 : déclin du servage (villeinage) en Angleterre malgré une offensive seigneuriale pour le maintenir[23]. Les corvées complètes sont réintroduites dans les domaines du prieuré de la cathédrale de Canterbury entre 1340 et 1390. Les redevances et taxes casuelles sont fortement augmentées. Des procès sont intentés aux paysans qui nient leur condition de « villein (en) ».
- 1358 : première mention officielle de la ligue Hanséatique, ligue de marchands qui rassemble les cités marchandes d’Allemagne du Nord sous la domination de Lübeck et de Hambourg[24] ; la fédération compte bientôt plus de quatre-vingt-cinq villes[25]. La Hanse est formée de villes de première importance (Brême, Hambourg, Lübeck, Stralsund sur la côte allemande, Cologne et Dortmund à l’intérieur des terres, Rīga et Visby à l’extérieur de l’empire), de multiples cités plus ou moins importantes (Kampen, Königsberg, Stettin, Reval, Dorpat…), de quatre grands comptoirs (Bruges, Bergen, Londres, Novgorod), et de nombreuses factoreries dépendantes des villes. Chaque ville peut se faire entendre dans le cadre des assemblées (Tag) : à la base des assemblées régionales, puis à partir de 1347 des assemblées de tiers (Lübeck, Cologne, Visby-Rostock). Au sommet siège la Diète générale (Hansetag) qui réunit irrégulièrement les représentants des villes à Lübeck et prend les décisions importantes.  La Hanse teutonique dispose de façon irrégulière de la force militaire des villes pour défendre des intérêts essentiellement commerciaux. Elle échange les produits bruts de la Baltique (ambre, fourrure, cire, céréales, bois, fer, harengs) contre la laine anglaise, les draps flamands (Bruges), le sel de l’Atlantique, des objets manufacturés et les épices d’Orient apportées par les Italiens.
- 1358 et 1381-1384 : troubles sociaux en Europe occidentale. Grande Jacquerie en Île-de-France. Révolte des chaperons blancs en Flandre. Révolte des paysans  ou « des travailleurs » en Angleterre. Révolte des Tuchins en Languedoc. Révolte de la Harelle en Normandie. Révolte des Maillotins à Paris[26].

- 1368-1403 : augmentation du nombre et de l’étendue des moyennes et grandes exploitations agricoles, travaillées par une famille aisée aidée de quelques valets en Angleterre, France, Italie du Nord et Toscane : en Angleterre, parmi les manoirs de l’abbaye de Ramsey, Wistow et Houghton n’ont aucune exploitation de plus d’une vergée (environ 12 ha) en 1252. À Wistow, 6 % des exploitations dépassent cette superficie en 1368, et 59 % à Houghton en 1403. Seules subsistent les exploitations compétitives, enrichies des dépouilles des autres[27].
- 1369-1402 : stagnation des prix agricoles et hausse des salaires en France. La baisse des revenus de la noblesse s’accentue : dans la région parisienne, la grange de Cormeilles qui rapportait 500 livres en 1369 n’en rend plus que 380 en 1402. Celle de Gouvieux tombe de 330 à 200. Tremblay à une évolution inverse (de 205 à 270), mais les dévastations de la région parisienne au cours des guerres de la première moitié du siècle provoquent une chute irrémédiable du revenu agricole[15],[28].
- Vers 1380 : Venise devient la ville la plus dynamique du monde, « le pôle de l'économie monde » (Braudel) jusque vers 1500, remplaçant Bruges[29]. La ville compte 60 000 habitants en 1382[30].

- 1380-1420 : crise économique en Catalogne[31].
- 1380-1460 : les Génois contrôlent le trafic de l’alun d’Orient ; ils utilisent des nefs, grands navires à coque élevée[32].
- 1395-1415 : crise monétaire en Occident due au bilan commercial déficitaire avec l’Orient depuis l’an mil (achat d’épice, de soie, de perle, pèlerinages, croisades, rançons) aggravés par les désastres internes de l’Occident et l’assèchement de l’or Soudanais[33]. En France, la crise monétaire ateint son paroxysme entre 1392 et 1402 ; des monnaies de plomb sont frappées à Brioude (1423-1425)[34].

## Démographie
- Vers 1300 : la population de la Terre s’élève à quelque 429 millions d'habitants[35].
- 7 millions d’habitants au Japon[35].

- Vers 1320 : la population de l'Angleterre est estimée à 3,5 millions d'habitants.
- 1328 : la France compte 21,2 millions d’habitants dans ses frontières actuelles. Paris compte 61 098 feux (de 80 000 à 200 000 habitants, selon les historiens !).
- 1338 : 110 000 à 120 000 habitants à Venise (60 000 en 1382).
- Vers 1340 : 
  - la population mondiale est estimée à 442 millions d'êtres humains ; 240 millions en Asie, 88 en Europe, 80 en Afrique, 32 en Amérique, 2 en Océanie[36].
  - 88 à 65 millions d’habitants en Europe.
- 1346 : 3,7 millions d’habitants en Angleterre. Elle a triplé depuis 1086.
- 1347 : 41 000 habitants à Rouen.
- Avant 1348 : la population de l’Europe occidentale serait de 54,4 millions d’habitants[37].